# Aktielista
Aktielista eller bara lista är en indelning av aktier på en aktiebörs.
Aktielistor kan också vara en sammanfattande beteckning för en marknadsplats som anordnar publik handel i aktier för bolag som inte har uppnått full börsstatus. På aktielistor av denna typ handlas bolag som antingen ännu inte uppfyller de strikta krav som krävs för börsnotering eller som av annan anledning valt att handlas på lista.
Exempel på aktielistor i Sverige är First North, beQuoted och Aktietorget.